# Kansuke Yamamoto (photographe)
Kansuke Yamamoto (山本 悍右, Yamamoto Kansuke, 30 mars 1914 – 2 avril 1987) est un photographe et poète japonais.

## Biographie
Né dans l'arrondissement de Naka-ku à Nagoya dans la préfecture d'Aichi au Japon, Il est le fils aîné de Goro Yamamoto (1880-1941), membre fondateur du club de photographie Aiyu. Goro dirige à Nagoya un studio photographique et une boutique d'appareils photographiques.

### Rencontre avec le surréalisme

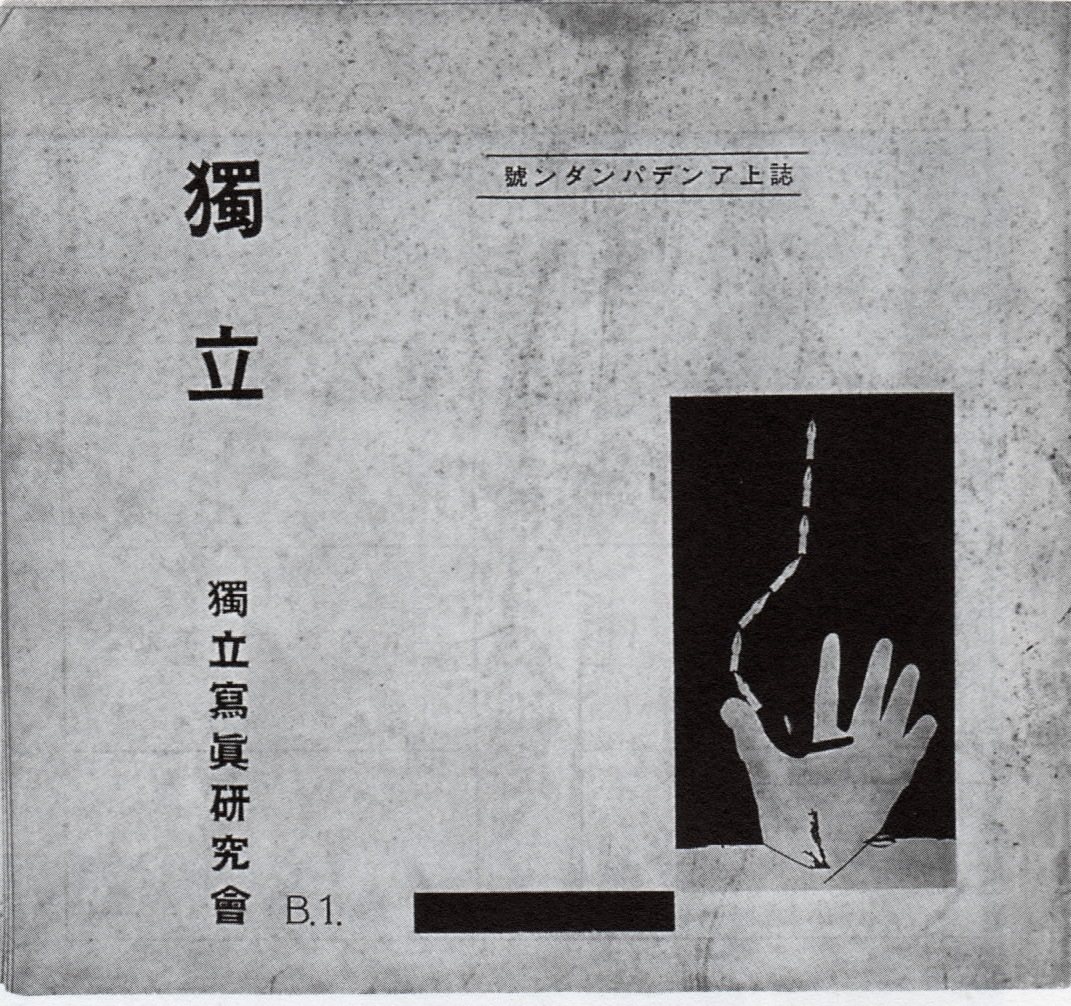
Dokuritsu (« Indépendant ») janvier 1932
Publié par l'association indépendante de recherche photographique
Photo de couverture par Kansuke Yamamoto

Il fait la rencontre du surréalisme et du dadaïsme dans le magazine de poésie cine publié par Yamanaka Chiruu qui fait découvrir le surréalisme au Japon. À l'âge de 15 ans, il commence à écrire des poèmes. Il est diplômé de la deuxième école commerciale de Nagoya en 1929. Cette année-là, il commence à écrire de la poésie. Il quitte l'école des arts et des lettres de l'université Meiji à Tokyo où il s'est spécialisé en littérature française avant l'obtention du diplôme, puis retourne à Nagoya. En 1931, à l'âge de 17 ans, il publie ses travaux dans le journal Dokuritsu (« Indépendant »), publié par la Dokuritsu Shashin Kenkyu Kai (« Association indépendante de recherche photographique »).

### Kansuke Yamamoto surréaliste

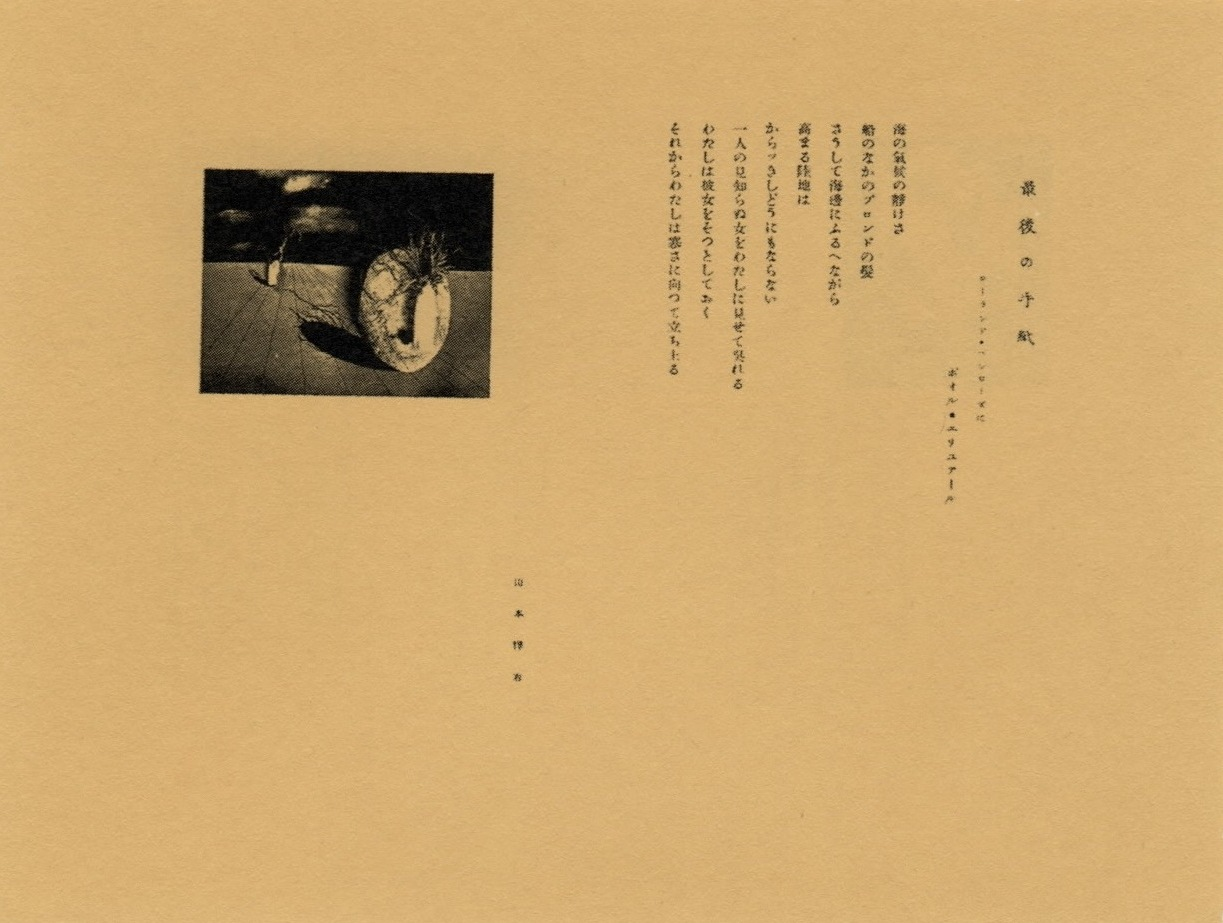
La fontaine de nuit vol.1
1er novembre 1938
Édité et publié par Kansuke Yamamoto
Photo par Kansuke Yamamoto

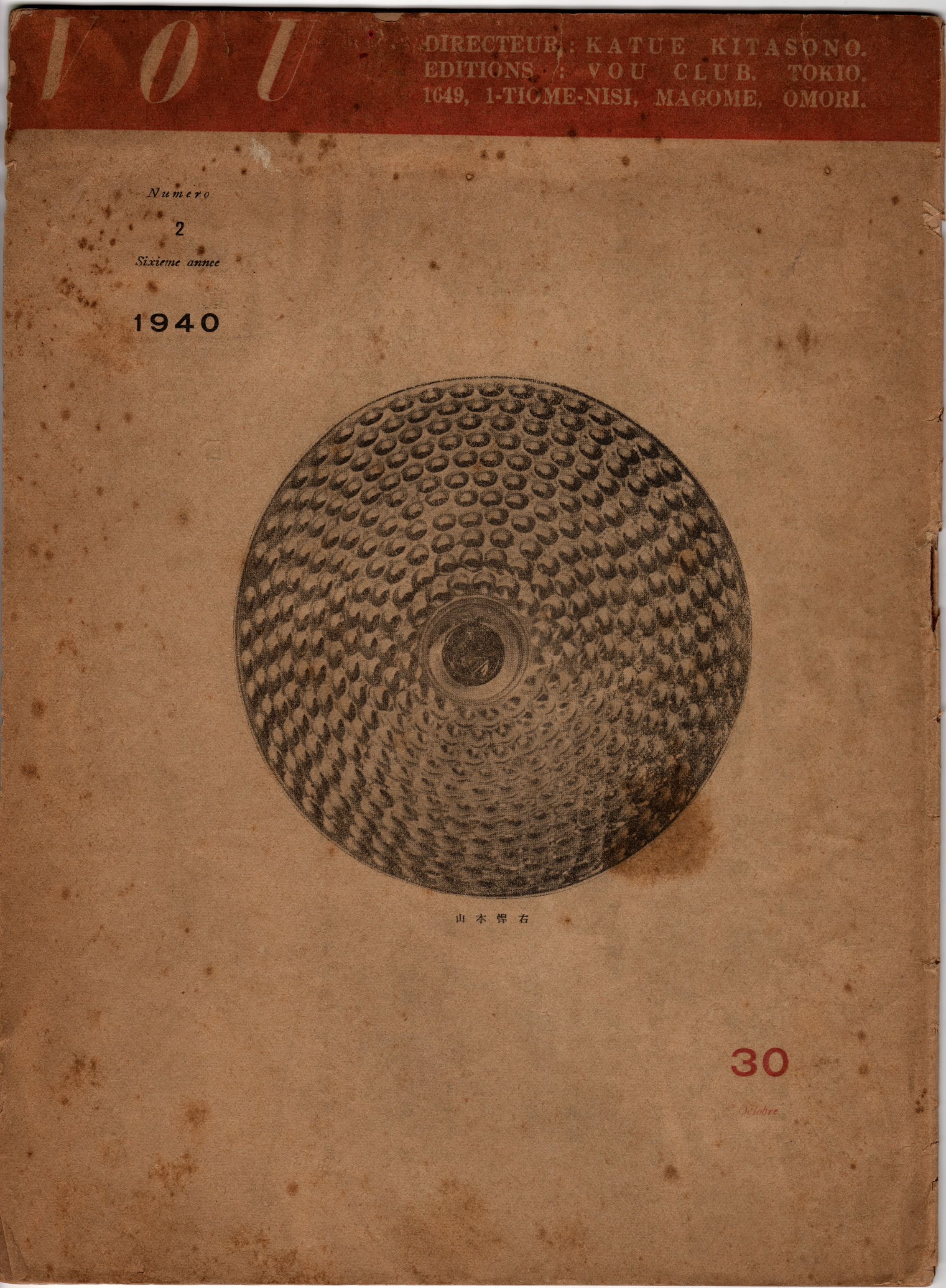
VOU vol.30 1940
Photo de couverture par Kansuke Yamamoto

La plus ancienne de ses œuvres existantes est intitulée Aru Ningen no Shisou no Hatten... Moya à Shinshitsu (« La pensée en développement d'un humain ... brume et chambre »), publié dans un magazine en 1932. En 1936, il change ses caractères chinois de 勘助 (Kansuke) pour 悍右 (Kansuke). En 1938, il fonde un magazine surréaliste de poésie intitulé Yoru no Funsui (« Fontaine de la nuit »). Mais l'année suivante, la publication est abandonnée sous la pression des autorités en raison des « lois de préservation de la paix ».
En 1939, il forme un groupe appelé Nagoya Photo Avant-Garde avec Tsugio Tajima, Minoru Sakata, Shimozato Yoshio et Yamanaka Chiruu, etc. Le groupe applique le surréalisme dans ses photos et leurs photographies d'avant-garde attirent l'attention nationale de certains magazines tels que Photo Times et Camera Art. Il devient membre de VOU en 1939 et le reste jusqu'à sa dissolution en 1972. Il fonde également VIVI (1948–1950), Bijyutsu Bunka Association, Division of Photography (1949–1954), Mado (« Fenêtres ») (1953–1958), Honoo (« Flamme ») (1955–1961), Subjective Photography Federation of Japan (1956), ESPACE (1956–1958), Arukishine (1958), « Association des poètes d'avant-garde » (1958) et « Les cinq de Nagoya » (1963–1964).
Il crée souvent des œuvres avec des sentiments de liberté, de pacifisme et anti-gouvernement de manière surréaliste.

### Deuxième partie de vie
De 1965 à 1975, il forme la jeune génération au titre de conseiller de la fédération des étudiants en photographie de Chubu.
À sa mort, il donne son corps à la science via l'école de médecine de l'université de Nagoya, sans service funéraire conformément à son testament.

## Collections permanentes
- Musée métropolitain de photographie de Tokyo
- Nagoya City Art Museum
- Santa Barbara Museum of Art
- Getty Center[2]
- Art Institute of Chicago
- Smithsonian's Freer | Sackler,   Washington DC

## Expositions
- 1936 Exposition personnelle / Maruzen Gallery, Nagoya
- 1939 The Blue Wonder Association Exhibition / Maruzen Gallery, Nagoya
- 1948 - 1950 VIVI / Maruzen Gallery, Nagoya
- 1949 Modern Art / Mitsukoshi Gallery, Nihonbashi
- 1949 - 1954 Bijyutsu Bunka Art Association Exhibition' /  Musée d'art métropolitain de Tokyo.
- 1952　Photographers of Figurative art / Aoyanagi-Hirokoji-Ten, Nagoya
- 1953 Mado (fenêtres) / Nagoya, Kobe
- 1953 Abstraction and Fantasy : How to Understand Non-figurative (Non-realistic) Painting / Musée d'art moderne de Tokyo
- 1956 - 1961 Honoo (Flamme) / Konica Gallery (Konica Minolta Plaza), Tokyo, Osaka, et Nagoya

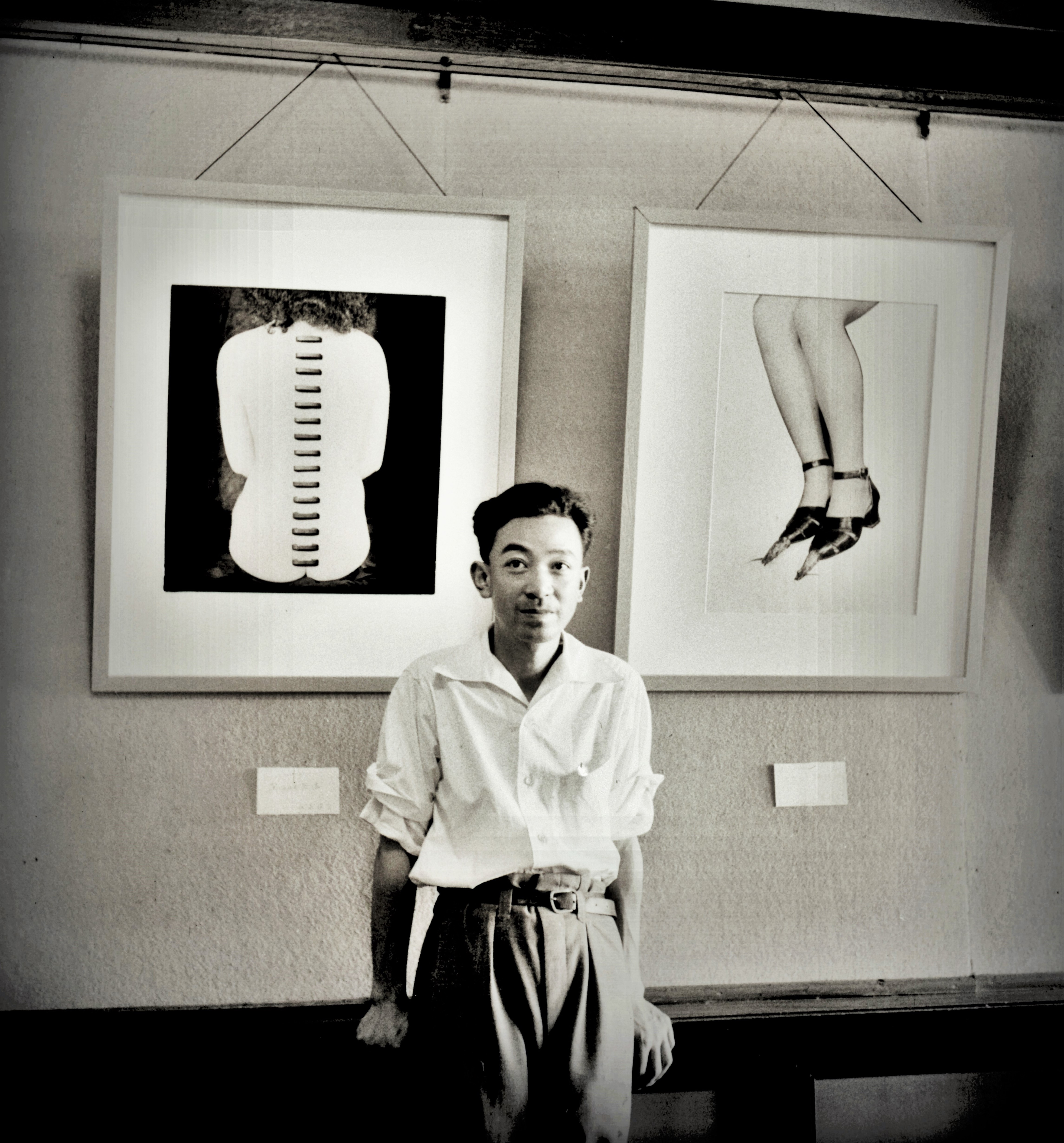
VIVI exposition 1949.

- 1956 International Subjective Photography / Takashimaya Gallery, Nihonbashi
- 1956 Exposition personnelle / Matsushima Gallery, Ginza
- 1956 Exposition personnelle / Maruzen Gallery, Nagoya
- 1957 Exposition personnelle / Konica Gallery(Konica Minolta Plaza), Fukuoka
- 1957 - 1976 VOU Exhibition / Kunugi Gallery, Ginza, Tokyo
- 1957 Modern Art Photography Group / Kunugi Gallery, Ginza, Tokyo
- 1958 ESPACE / Maruzen Gallery, Nagoya
- 1958 Exhibition of Japan Subjective Photography / Fuji Photo Salon(Fujifilm Photo Salon), Tokyo
- 1958 The Vanguard of Photography and Poetry / Mimatsu Publishing, Inc. Gallery, Tokyo
- 1960 The Sense of Abstraction / The Museum of Modern Art (MoMA), New York, U.S.A.
- 1960 Subjective Photography / Konica Gallery (Konica Minolta Plaza), Tokyo
- 1963　Shusen Kai
- 1963 - 1964 Nagoya Five / Fuji Photo Salon(FUJIFILM Photo Salon), Tokyo
- 1968 VERB / Aichi Prefectural Museum of Art
- 1978 - 1982 The Exhibition of The Committee of The Chubu Headquarter of The All-Japan Association of Photographic Societies / Aichi Prefectural Museum of Art, Japan
- 1983 Pictures of Yamamoto Kansuke / New French School, Nagoya

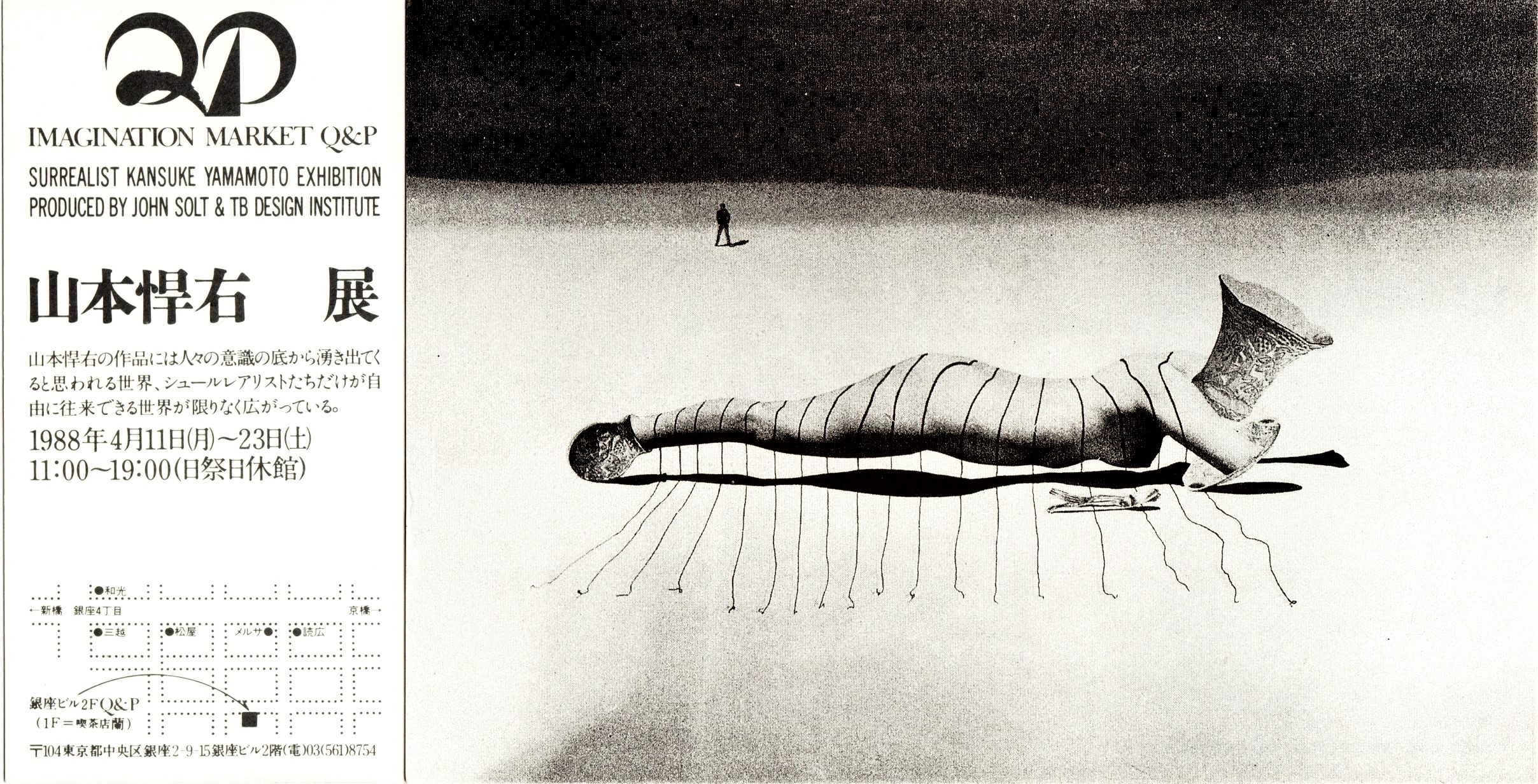
SURREALIST KANSUKE YAMAMOTO EXHIBITION 1988 Q&P Ginza Tokyo

- 1986 Avant-Garde Photography, Italy and Japan / The Contemporary Art Gallery, Seibu Department Stores, Ikebukuro, Tokyo
- 1986 : VOU / Rhode Island School of Design Museum
- 1988 The Art of Modern Japanese Photography / Two Houston Center
- 1988 Surrealist Kansuke Yamamoto Exhibition / IMAGINATION MARKET Q&P, Ginza, Tokyo
- 1988 The 150 years of Fine Art Photography - France, Japan, America / Tsukashin Hall, Amagasaki, Hyogo
- 1988 Fine Art Photography in Japan 1920's - 1940's / Konica Plaza(Konica Minolta Plaza), Shinjuku, Tokyo
- 1988 Japanese Photography in 1930s / The Museum of Modern Art, Kamakura et Hayama
- 1989 Avant-Garde Photography of Nagoya / Nagoya City Art Museum, Japan

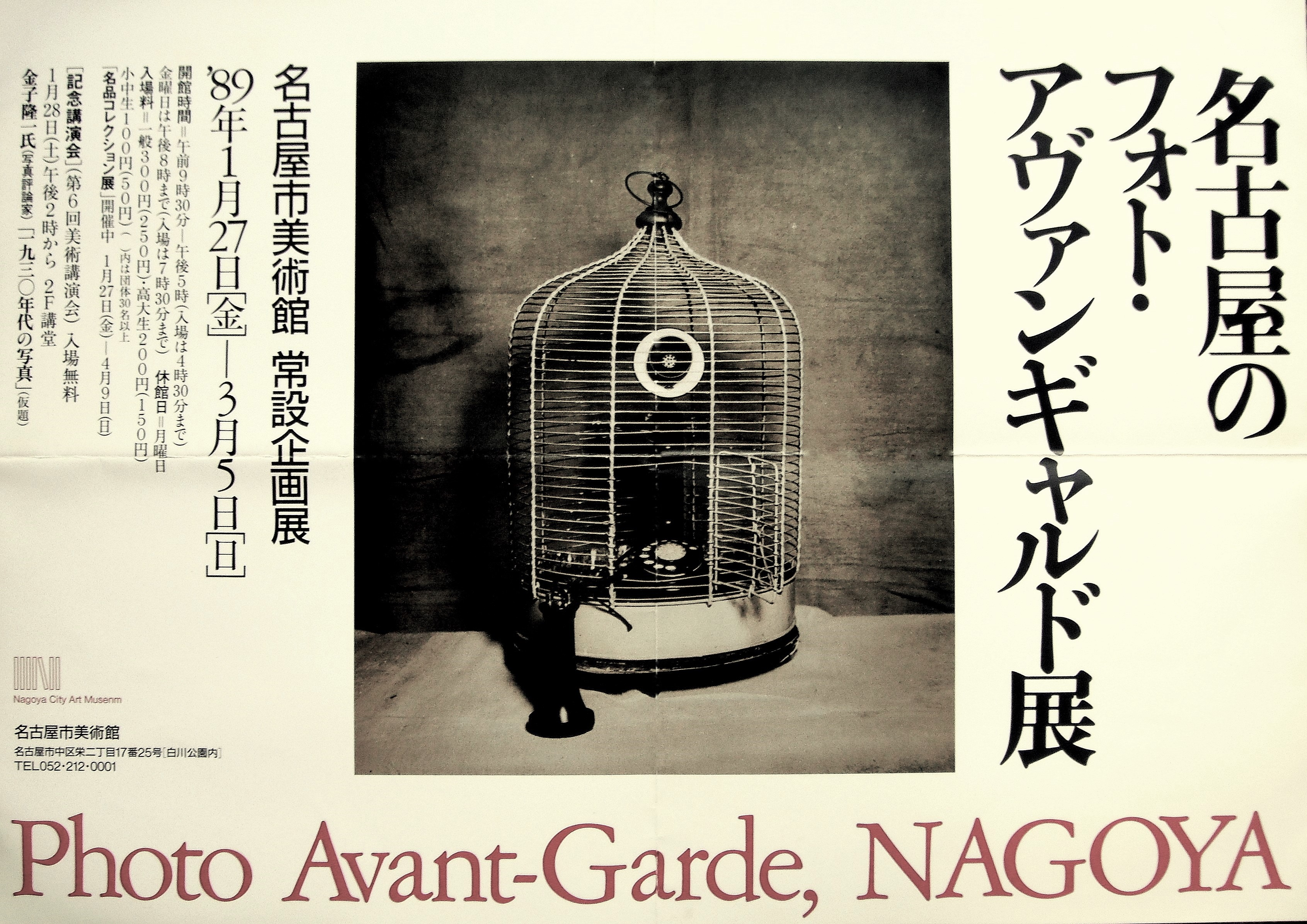
"Buddhist Temple's Birdcage" 1940. Photo Avant-Garde, NAGOYA exposition, 1989, Nagoya City Art Museum.

- 1990 The Silent Dialogue: Still Life in the West and Japan / Shizuoka Prefectural Museum of Art, Japan
- 1990 Surrealism in Japan / Nagoya City Art Museum
- 1990 Modernism in Nagoya 1920's - 1930's / INAX　Gallery, Nagoya
- 1995 The Founding and Development of Modern Photography in Japan / Musée métropolitain de photographie de Tokyo
- 1995 The Age of Modernism / Musée métropolitain de photographie de Tokyo
- 1995 Collage, A Method of Contemporary Art / Nerima Art Museum
- 2001 Modern Photography in Japan 1915-1940 / Ansel Adams Gallery, San Francisco, U.S.A.
- 2001 YAMAMOTO Kansuke:Conveyor of the Impossible / Gare de Tokyo Gallery, Japan[3]
- 2003 The History of Japanese Photography / Musée des beaux-arts de Houston

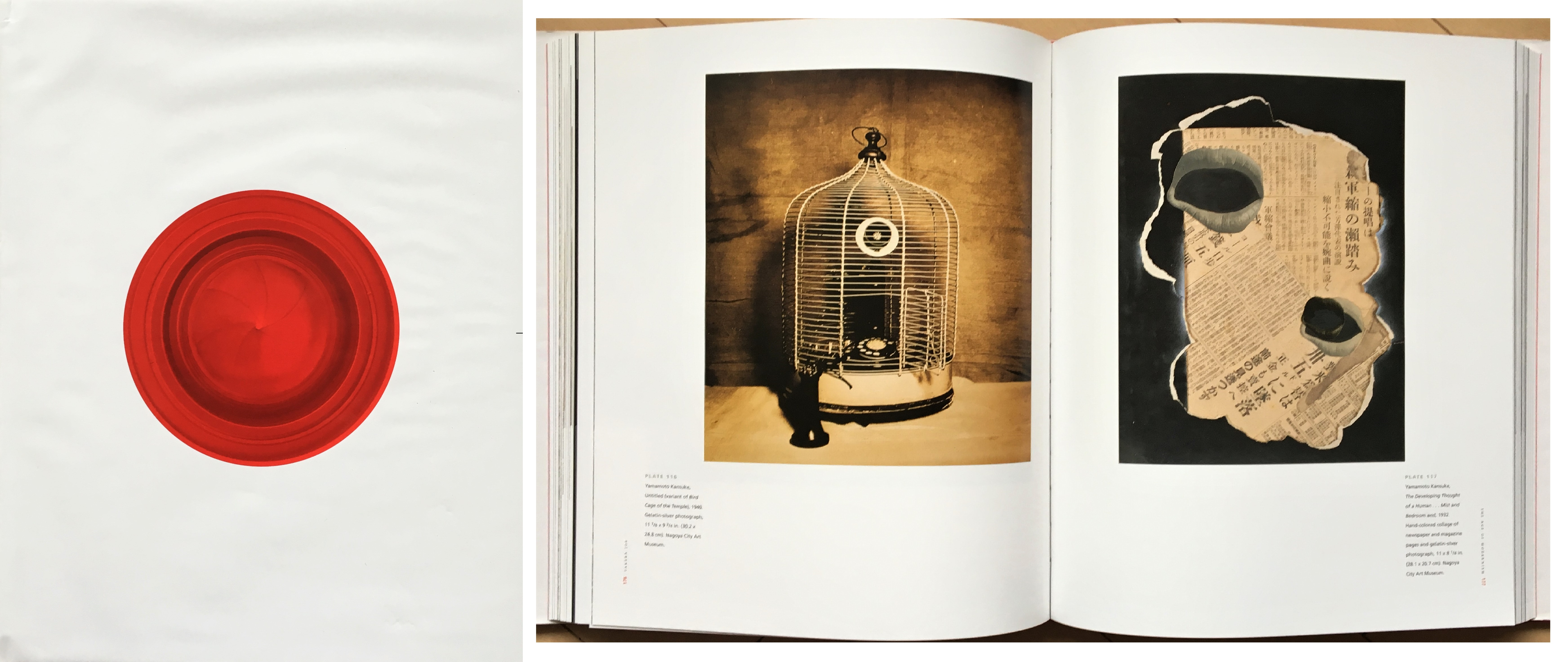
The History of Japanese Photography HOUSTON, 2003.

- 2004 Provincial Fine Arts / Nagoya　City Art Museum, Aichi
- 2005 How Photography changed People's Viewpoints / Musée métropolitain de photographie de Tokyo
- 2006 Kansuke Yamamoto / Stephen Wirtz Gallery、San Francisco, U.S.A.
- 2006 Curators' Choice from The Collection of Tokyo Metropolitan Museum of Photography" / Musée métropolitain de photographie de Tokyo
- 2006 Collage and Photomontage / Musée métropolitain de photographie de Tokyo
- 2006 The World of Yamamoto Kansuke / Université Dōshisha, Tokyo office
- 2007 The New Modern: Pre- and Post-War Japanese Photography / Santa Barbara Museum of Art, Santa Barbara, U.S.A[4],[5].
- 2007 Master the Museum’s Collection / Nagoya City Art Museum
- 2007 Living in the Material World -'Things' in Art of the 20th Century and Beyond : Centre national des Arts de Tokyo
- 2008 Surrealism and Photography / Musée métropolitain de photographie de Tokyo
- 2009 20 Years of Nagoya City Art Museum / Nagoya City Art Museum, Japan
- 2010 World of Surrealism by the Collection / Nagoya City Art Museum

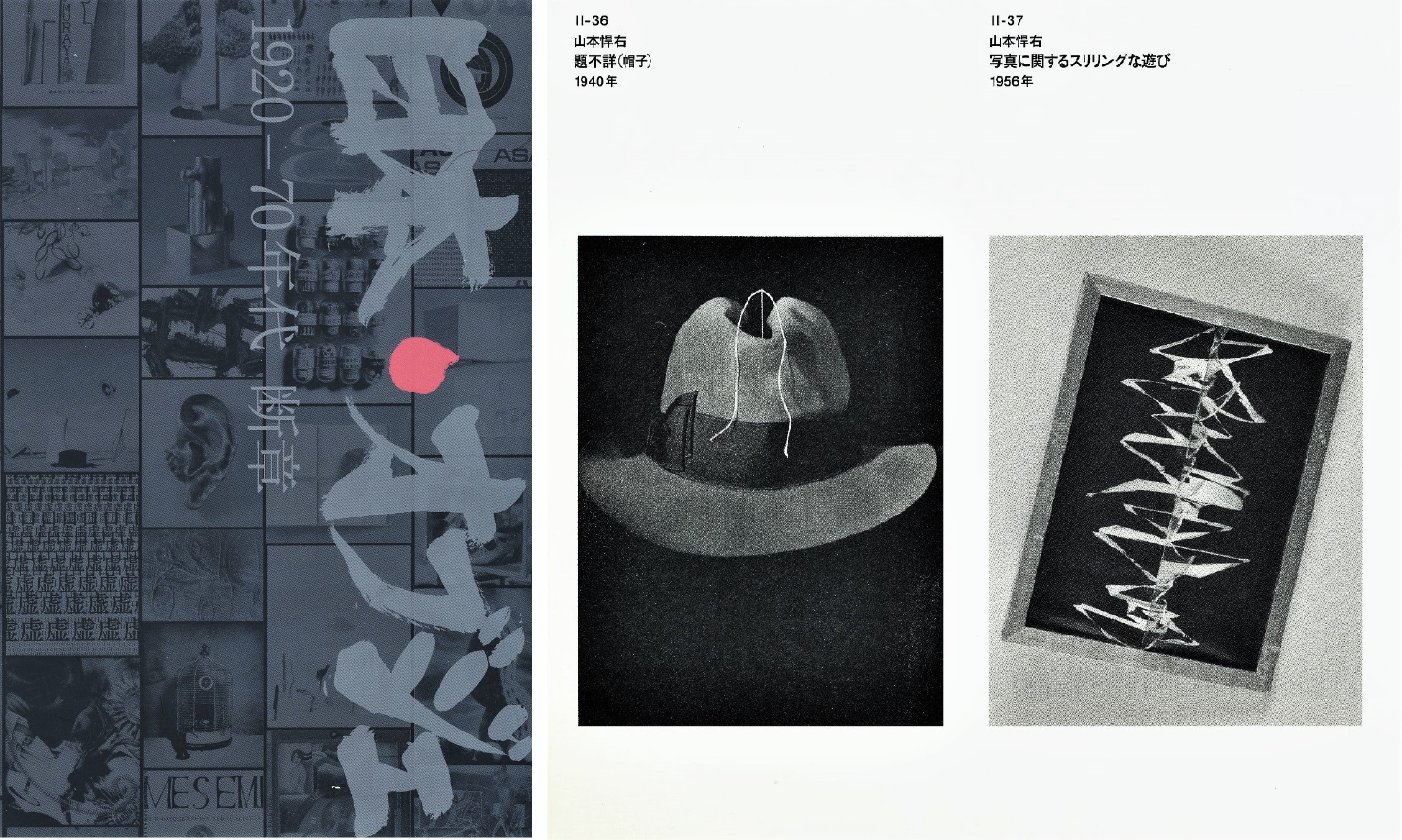
"Japan ・ Object 1920's - 70's" exposition 2012, Urawa Art Museum

- 2012 Drawing Surrealism / Los Angeles County Museum of Art (LACMA), Los Angeles, U.S.A[6].
- 2012 Japan ・ Object 1920's - 70's /U rawa Art Museum, Saitama

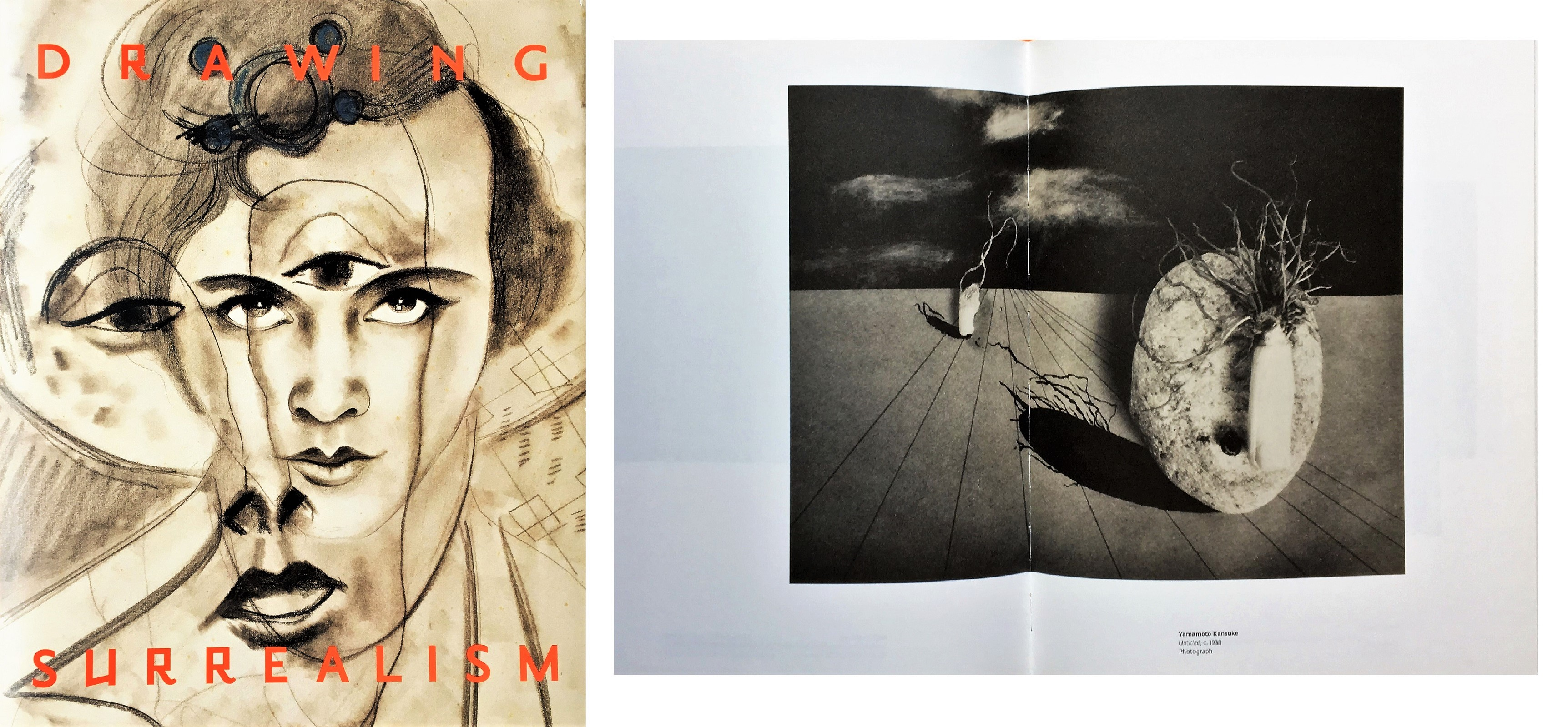
DRAWING SURREALISM exposition 2012 at the Los Angeles County Museum of Art (LACMA)

- 2013 Drawing Surrealism / Pierpont Morgan Library, New York, U.S.A[7].
- 2013 Japan's Modern Divide: The Photographs of Hiroshi Hamaya and Kansuke Yamamoto / : Getty Center Los Angeles, U.S.A[8],[9].
- 2014 Enjoy the Art World −with your loved one / Nagoya City Art Museum
- 2015 1940s -Rediscovery of 20th Century Japanese Art / Mie Prefectural Art Museum, Japan
- 2015 Paris Photo 2015 / Grand Palais, Paris, France

Paris Photo 2015 amanasalto. Works by Kansuke Yamamoto

- 2016 Art Central Hong Kong, Hong Kong
- 2016 Kansuke Yamamoto / Taka Ishii Gallery New York, New York
- 2016 Art Basel (Taka Ishii Gallery), Bâle, Suisse
- 2016 Frieze London, Frieze Art Fair (Taka Ishii Gallery), Londres, Angleterre
- 2016 Japanese Photography from Postwar to Now / Musée d'art moderne de San Francisco, San Francisco, U.S.A.
- 2016 Paris Photo 2016(Taka Ishii Gallery), Grand Palais, Paris, France
- 2016 BLACK SUN/RED MOON / RATIO 3, San Francisco, U.S.A.
- 2016 Japanese Photography from Postwar to Now / San Francisco Museum of Modern Art (SFMoMA), San Francisco, U.S.A.
- 2017 Kansuke Yamamoto / Taka Ishii Gallery Photography / Film, Roppongi, Tokyo
- 2017 Group Exhibition “Japanese Surrealist Photography” / Taka Ishii Gallery Tokyo, Roppongi, Tokyo[1]
- 2017 Art Basel Hong Kong(Taka Ishii Gallery),  Hong Kong
- 2017 Kansuke Yamamoto / Taka Ishii Gallery New York, New York
- 2017 SP-Arte (Taka Ishii Gallery) / Fundação Bienal de São Paulo, São Paulo, Brésil
- 2017 Art Basel (Taka Ishii Gallery) /  Bâle, Suisse
- 2017 Paris Photo 2017(Taka Ishii Gallery) / Grand Palais, Paris, France
- 2018 THE MAGAZINE and THE NEW PHOTOGRAPHY: KOGA and JAPANESE MODERNISM /  Musée métropolitain de photographie de Tokyo
- 2018 Shape of Light 100 Years of Photography and Abstract Art / Tate Modern, Londres, Royaume-Uni[10]
- 2018 Kansuke Yamamoto / Taka Ishii Gallery New York, New York
- 2018 Kansuke Yamamoto / Nonaka-Hill, Los Angeles

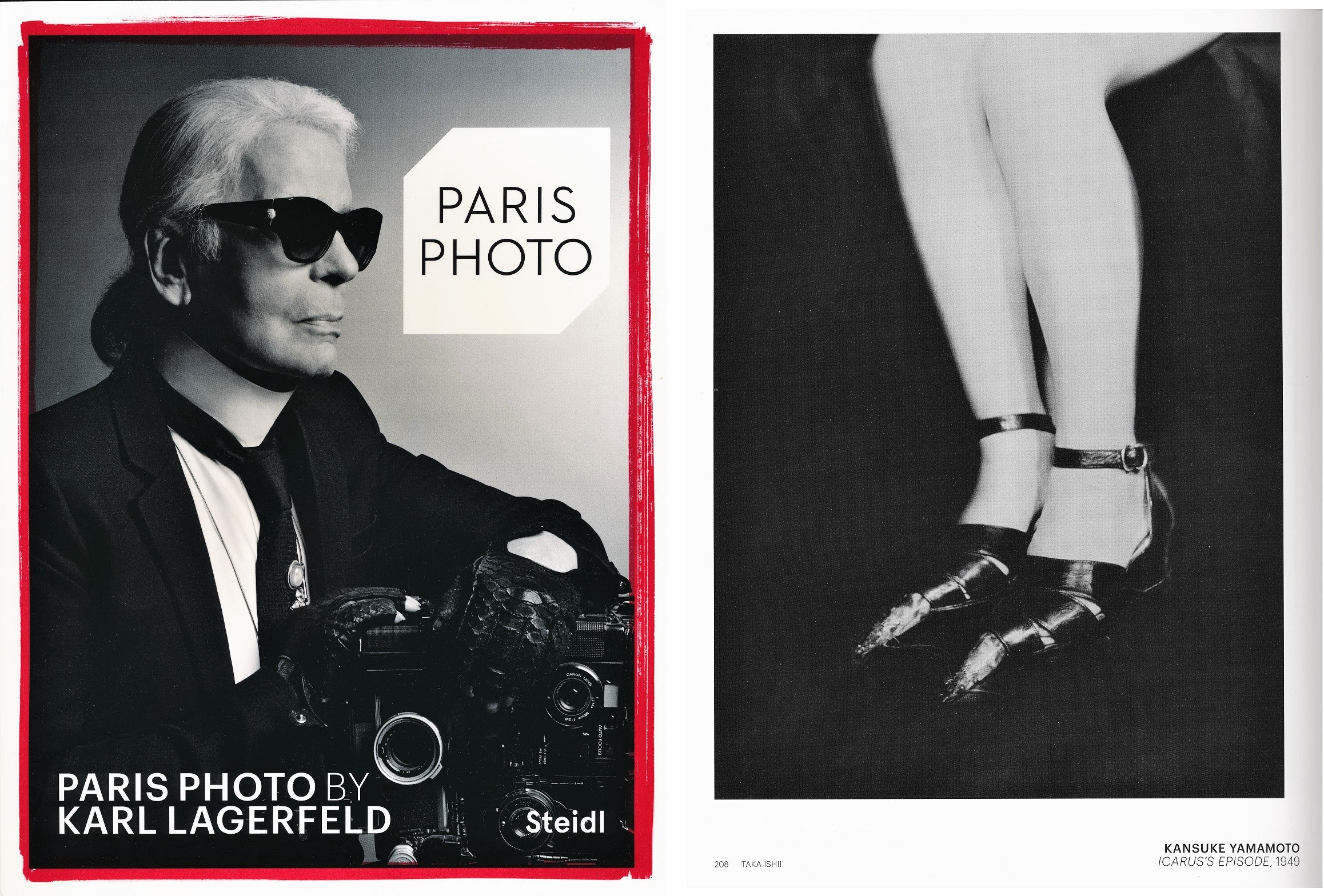
work by KANSUKE YAMAMOTO. “Icarus’s Episode,” 1949

- 2019 Homage to the Bauhaus / Djanogly Gallery, Nottingham Lakeside Arts Centre, Nottingham, England, UK
- 2019 Aichi Art Chronicle 1919-2019 /Aichi Prefectural Museum of Art, Aichi
- 2019 Japanese Photography – 1930s - 1970s / Mai 36 Galerie, Zurich
- 2021 The Movement Of Modern Photography In Nagoya 1911-1972 / Nagoya City Art Museum, Japan
- 2021 From the museum collection 2021: second period / Aichi Prefectural Museum of Art[11]
- 2021 Surrealism Beyond Borders / Metropolitan Museum of Art, New York[12]

## Livres
- Japan's Modern Divide: The Photographs of Hiroshi Hamaya and Kansuke Yamamoto (2013); édité par Judith Keller et Amanda Maddox, avec des contributions de Kotaro Iizawa, Ryuichi Kaneko, Jonathan Reynolds ; publié par le J. Paul Getty Museum
- Yamamoto Kansuke: Conveyor of the Impossible (2001) ; supervisé par : John Solt, Kaneko Ryuichi ; édité par : Yamamoto Toshio ; publié par l'East Japan Railway Culture Foundation de l'East Japan Railway Culture Foundation
- Papillon (1970), Nagoya Miniature Books Publishing ; édité par : Kansuke Yamamoto

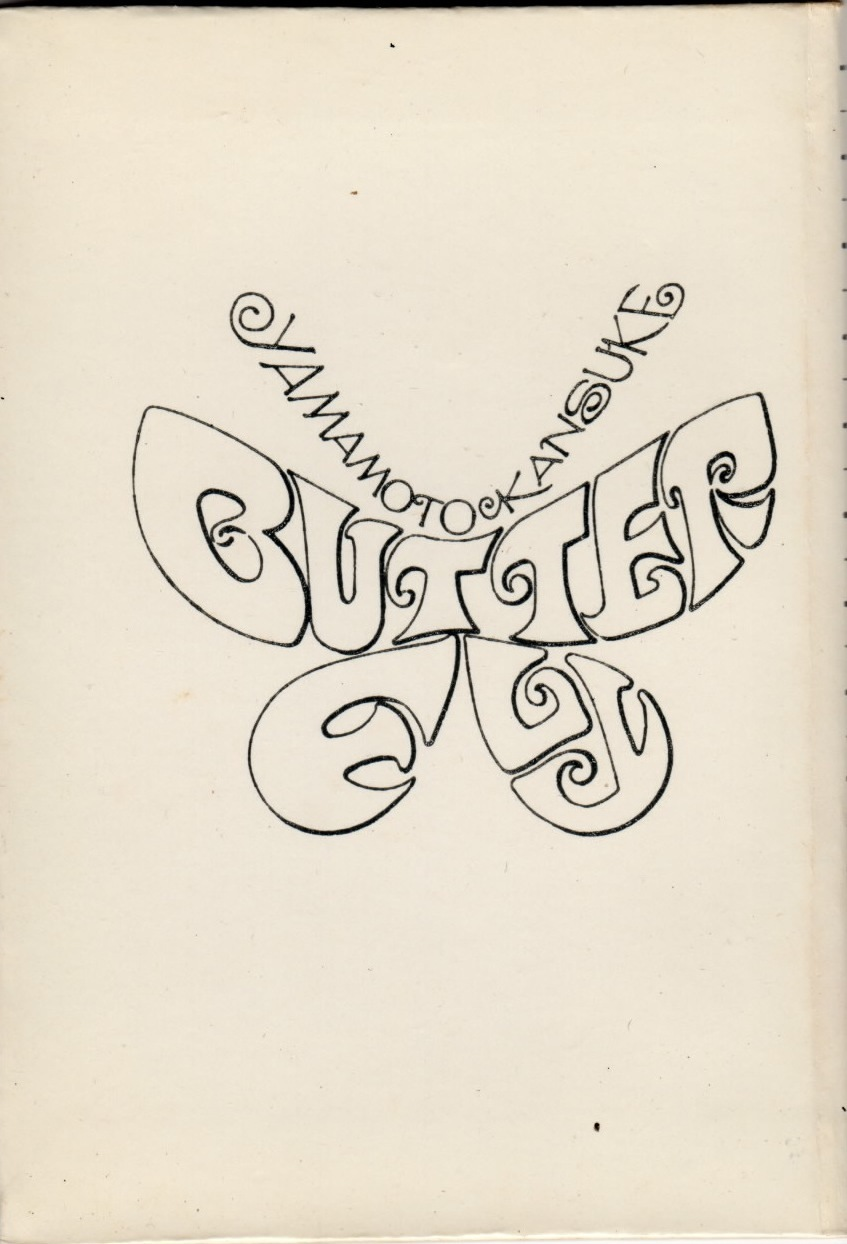
Papillon 1970
Kansuke Yamamoto